# 22 Scorpii
22 Scorpii, som är stjärnans Flamsteed-beteckning, är en ensam stjärna, belägen i den mellersta delen av stjärnbilden Skorpionen och har även Bayer-beteckningen i Scorpii. Den har en skenbar magnitud av ca 4,78 och är svagt synlig för blotta ögat där ljusföroreningar ej förekommer. Baserat på parallaxmätning inom Hipparcosuppdraget på ca 7,9 mas, beräknas den befinna sig på ett avstånd på ca 410 ljusår (ca 127 parsek) från solen. Stjärnan ligger inbäddad i eller i nära anslutning till ett diffust moln.

## Egenskaper
22 Scorpii är en blå till vit stjärna i huvudserien av spektralklass B3 V. Den har en massa som är ca 6 solmassor, en radie som är ca 3 solradier och utsänder från dess fotosfär ca 335 gånger mera energi än solen vid en effektiv temperatur av ca 19 600 K.